# بكر بن محمد بن عوض بن لادن
بكر بن محمد بن عوض بن لادن (1946) رجل أعمال سعودي مدير عام ورئيس مجلس إدارة مجموعة بن لادن. نجل مؤسس المجموعة محمد بن لادن والأخ غير الشقيق لزعيم تنظيم القاعدة أسامة بن لادن.

## عن حياته
كلفت المجموعة منذ توليه إداراتها بعدة مشاريع هامة أبرزها توسعة الحرمين الشريفين، تطوير جسر الجمرات، برج زمزم، مدينة الملك عبد الله الاقتصادية، درة الخبر، وقف الملك عبد العزيز للحرمين الشريفين بمكة المكرمة. تربطه علاقة جيدة مع عدة شخصيات غربية وقد كان قد حضر حفل عشاء لولي عهد بريطانيا الأمير تشارلز بعد مرور أسبوعين على هجمات 11 سبتمبر 2001 . حاصل على بكالوريوس هندسة مدنية من جامعة ميامي.
لقد درس في دمشق بسوريا في مدرسة المحسنية هو والمرحوم سالم وكان يقيم في دمشق ولقد تزوج من دمشق وانجب
أولاد ستة - وثم سافر إلى ميامي للدراسة وعاد إلى السعودية.